# Lluís Vall-llosera
Lluís Vall-llosera (s. XVIII - XIX) fou un organista de Sant Cugat de Barcelona. L'onze de novembre de 1804 es va presentar a les oposicions convocades pel Capítol de Girona al magisteri de l'orgue.